# Kenneth Greve
Kenneth Greve (født 11. august 1968) er en dansk solodanser og koreograf, der var tilknyttet Den Kongelige Ballet og fra august 2008 indtil 2018 Den Finske Nationalballet som direktør.
Han var elev ved Det Kongelige Teaters Balletskole fra 1976 og siden ved School of American Ballet. Han har blandt andet været danser ved New York City Ballet, Pariseroperaen, Stuttgart Balletten og Wiener Staatsoper. 1992–2008 var han tilknyttet Den Kongelige Ballet i København.